# Запис Животина липа (Белица)
Запис Животина липа (Белица) се налази на парцели чији је власник Милојковић Живота.

## Локација
| Општина             | Јагодина                                                                    |
| Катастарска општина | Белица                                                                      |
| Потес               | Село                                                                        |
| Координате          | 43° 56′ 49″ С; 21° 07′ 01″ И / 43.946899999999999° С; 21.117000000000001° И |
| Надморска висина    | 201m                                                                        |

## Карактеристике
Дендрометријске вредности утврђене на терену и сателитским снимцима:
| Стабло                     | Липа |
| Висина стабла              | m    |
| Обим дебла                 | m    |
| Пречник крошње             | 12m  |
| Пречник дебла              | m    |
| Висина дебла до прве гране | m    |

## База записа
Запис је у оквиру Викимедија пројекта "Запис - Свето дрво" заведен под редним бројем 1129.